# Rudolf Beyer
Rudolf Beyer, född den 14 januari 1852, död den 17 december 1932, var en tysk botaniker som gjorde expeditioner i Schweiz, Italien och Tyskland.
Auktorsnamnet Beyer kan användas för Rudolf Beyer i samband med ett vetenskapligt namn inom botaniken; se Wikipediaartiklar som länkar till auktorsnamnet.